# 중부지방산림청
중부지방산림청(中部地方山林廳)은 국유림의 효율적 관리, 국유임산자원의 보호·조성, 선진임업기술에 의한 국유림의 경영개선 및 국유림의 공익증진에 관한 사무를 관장하는 대한민국 산림청의 소속기관이다. 2006년 1월 1일 발족하였으며, 충청남도 공주시 봉정돌고개길 20에 위치하고 있다. 청장은 서기관 또는 기술서기관으로 보한다.

## 연혁
- 1950년 4월 8일: 농림부 소속으로 서울영림서 설치.[3]
- 1952년 4월 1일: 소속기관으로 서울·괴산·안면도·무주·남원·변산·진도·상주·춘양·영매·울릉·동래·춘천·기린·제주관리소 설치.[4]
- 1957년 1월 12일: 소속기관으로 양평·홍천·원주·상남·인제·원통·서화·화천·양구·천미관리소를 설치하고 괴산·안면도·변산·진도·상주·동래관리소를 폐지.[5]
- 1962년 6월 4일: 제주관리소 폐지.[6]
- 1962년 10월 30일: 소속기관으로 풍기·남해관리소 설치.[7]
- 1966년 6월 1일: 서울관리소를 청평관리소로 개편하고 영양·하동관리소 및 관행작대작업소 설치. 울릉·서화·천미관리소는 폐지.[8]
- 1967년 1월 1일: 산림청 소속으로 변경.[9]
- 1967년 9월 1일: 소속기관으로 횡성관리소 및 제1·제2관작사업소 및 양평·춘천양묘사업소를 설치하고 관행작대작업소를 폐지. 창촌관리소를 강릉영림서로, 풍기·춘양관리소를 안동영림서로 이관.[10]
- 1969년 9월 24일: 소속기관을 춘천·인제·홍천·원주관리소로 통합.[11]
- 1972년 7월 21일: 중부영림서로 개편.[12]
- 1987년 12월 30일: 춘천관리소 소속으로 화천·양구·춘천·철원·청평출장소를, 인제관리소 소속으로 원통·인제·신남·기린·상남출장소를, 홍천관리소 소속으로 창촌·성산·서석출장소를, 원주관리소 소속으로 용문·횡성·신림출장소를 설치.[13]
- 1991년 5월 31일: 공주영림소와 원주영림소로 분리.[14] 공주영림소의 소속기관을 충주·보은·단양·부여관리소로 개편.[15]
- 1996년 1월 1일: 중부지방산림관리청으로 개편.[16] 충주·보은·단양·부여관리소를 충주·보은·단양·부여국유림관리소로 개편.[17]
- 2006년 1월 1일: 중부지방산림청으로 개편.[18]

## 관할구역
- 대전광역시
- 세종특별자치시
- 충청북도
- 충청남도

## 조직

### 청장
- 산림재해안전과[19]
- 산림경영과[19]
- 기획운영팀[19][20]

### 소속기관
- 국유림관리소[21]

| 명칭             | 위치                              | 관할구역                                    |
| ---------------- | --------------------------------- | ------------------------------------------- |
| 충주국유림관리소 | 충청북도 충주시 중원대로 3006     | 충청북도 충주시·진천군·괴산군·음성군·증평군 |
| 보은국유림관리소 | 충청북도 보은군 보은읍 장신로 46  | 충청북도 청주시·보은군·옥천군·영동군        |
| 단양국유림관리소 | 충청북도 단양군 단양읍 별곡6길 15 | 충청북도 제천시·단양군                      |
| 부여국유림관리소 | 충청북도 부여군 부여읍 능안길 8   | 대전광역시, 세종특별자치시, 충청남도        |